# 1941 en mathématiques
| Années des mathématiques : 1938 - 1939 - 1940 - 1941 - 1942 - 1943 - 1944    |
| Décennies des mathématiques : 1910 - 1920 - 1930 - 1940 - 1950 - 1960 - 1970 |

Cet article présente les faits marquants de l'année 1941 en mathématiques.

## Évènements
- 5 décembre : l’ingénieur allemand Konrad Zuse termine la construction du Zuse 3, la première calculatrice opérationnelle, qui possède un mécanisme intégré de contrôle pour les calculs mathématiques, une mémoire et divers programmes[1].

## Naissances
- 1er janvier : Lynn Arthur Steen (mort en 2015), mathématicien américain.
- 3 janvier : Évariste Sanchez-Palencia, mathématicien franco-espagnol.
- 11 janvier : Michel Las Vergnas (mort en 2013), mathématicien français.
- 16 janvier : András Sárközy, mathématicien hongrois.
- 29 janvier : Andrzej Trybulec (mort en 2013), mathématicien et informaticien polonais.
- 12 février : Dennis Sullivan, mathématicien américain.
- 1er mars : Thiruvenkatachari Parthasarathy, mathématicien indien.
- 3 mars : George Glauberman, mathématicien américain.
- 16 mars : Gyula O. H. Katona, mathématicien hongrois.
- 31 mars : Claudio Procesi, mathématicien italien.
- 4 avril : Kari Hag, mathématicienne norvégienne.
- 7 avril : Joseph L. Taylor (mort en 2016), mathématicien américain.
- 30 avril : Yvette Kosmann-Schwarzbach, mathématicienne française.
- 29 mai : Benjamin Weiss, mathématicien israélo-américain.
- 14 juin : Viorel Barbu, mathématicien roumain.
- 22 juin : Louis Boutet de Monvel (mort en 2014), mathématicien français.
- 23 juin : Ivor Grattan-Guinness (mort en 2014), historien des mathématiques et de la logique britannique.
- 3 ou 4 juillet : Włodzimierz Stożek (né en 1883), mathématicien polonais.
- 16 juillet : Ruth Curtain, mathématicienne australienne.
- 2 août : Ahmed Djebbar, mathématicien, historien des sciences et des mathématiques algérien.
- 26 août : Bruce Lee Rothschild, mathématicien américain.
- 17 septembre : David Boyd, mathématicien canadien.
- 26 septembre : Phyllis Chinn, mathématicienne américaine.
- 2 octobre : Mohamed El-Amin Ahmed El-Tom, mathématicien soudanais.
- 4 octobre : John Friedlander, mathématicien canadien.
- 10 octobre :
  - Angus Macintyre, mathématicien britannique.
  - Manfred Padberg (mort en 2014), mathématicien allemand.
- 5 novembre : Alan C. Newell, mathématicien irlando-américain.
- 28 novembre : Robert Moody, mathématicien canadien.
- 30 novembre : Aldo de Luca (mort en 2018), informaticien théoricien et mathématicien italien.
- 9 décembre : Katalin Marton, mathématicienne hongroise.
- 21 décembre : Graeme Segal, mathématicien et physicien australien.
- 23 décembre : Lucien Szpiro (mort en 2020), mathématicien français.

- Jean-Marie Arnaudiès, mathématicien français.
- Pauline van den Driessche, mathématicienne britannique-canadienne.

## Décès
- 10 janvier : Issai Schur (né en 1875), mathématicien russe.
- 11 janvier : Emanuel Lasker (né en 1868), joueur d'échecs et de bridge et mathématicien allemand.
- 16 janvier : Robert Franklin Muirhead (né en 1860), mathématicien écossais.
- 4 février : David Emmanuel (né en 1854), mathématicien roumain.
- 13 avril : Eugène Cahen (né en 1865), mathématicien français.
- 10 mai : Diederik Korteweg (né en 1848), mathématicien appliqué néerlandais.
- 1er juin : Kurt Hensel (né en 1861), mathématicien prussien.
- 25 juin : Alfred Pringsheim (né en 1850), mathématicien et artiste allemand.
- 4 juillet :
  - Antoni Łomnicki (né en 1881), mathématicien polonais, assassiné par la Gestapo lors du massacre des professeurs de Lwow.
  - Włodzimierz Stożek (né en 1883), mathématicien polonais, assassiné par la Gestapo lors du massacre des professeurs de Lwow.
- 12 juillet : Stanisław Ruziewicz (né en 1889), mathématicien polonais, assassiné par la Gestapo lors du massacre des professeurs de Lwow.

- 25 juillet : Alfred Pringsheim (né en 1850), mathématicien et artiste allemand.
- 26 juillet : 
  - Kazimierz Bartel (né en 1882), mathématicien et homme d'État polonais.
  - Henri Lebesgue (né en 1875), mathématicien français.
- 10 septembre : Fritz Noether (né en 1884), mathématicien allemand.
- 29 septembre : Friedrich Engel (né en 1861), mathématicien allemand.
- 11 décembre : Émile Picard (né en 1856), mathématicien français.
- 26 décembre : Frances Hardcastle (née en 1866), mathématicienne britannique.
- 29 décembre : Tullio Levi-Civita (né en 1873), mathématicien italien.

- Adolf Lindenbaum (né en 1904), logicien et mathématicien polonais.
- Salomon Lubelski (né en 1902), mathématicien polonais.